# La Feixa de Dalt
La Feixa de Dalt és un mas a poc menys d'un km al sud-oest del nucli de Joanetes (la Garrotxa) protegida com a bé cultural d'interès local. És un edifici civil amb teulada a doble vessant i orientada a llevant. Al costat esquerre hi ha una cabana molt ben restaurada amb galeria de fusta. També hi ha un corral i una altra cabana al davant. Tant les portes com les finestres han estat treballades amb pedra. La casa està situada al damunt d'una feixa i la seva alçada és molt irregular, adaptant-se al terreny. A la part posterior hi ha un pou i una petita quadra.